# Lichtental (Baden-Baden)
Der Baden-Badener Stadtteil Lichtental (früherer Name: Lichtenthal) wurde 1909 eingemeindet.

## Geschichte
Büren oder Beuern nannte sich einst die kleine Ansiedlung. Die wenigen Hütten waren im Talgrund des Oosbaches und vereinzelt an den umliegenden Berghängen verstreut.
Im Jahr 1245 wurde dieses Gebiet durch die Söhne der Markgräfin Irmengard dem neu gegründeten Kloster Lichtenthal geschenkt.

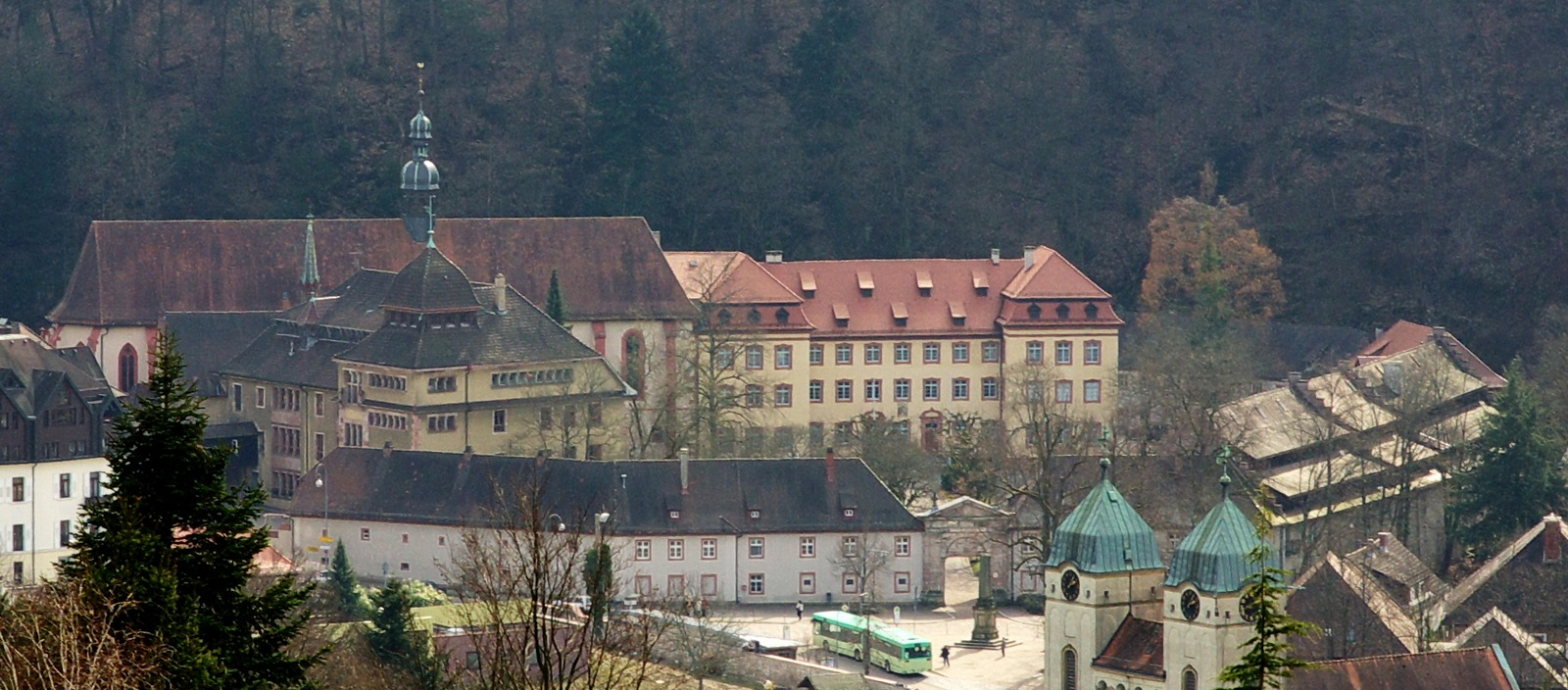
Kloster Lichtenthal

Als 1288 Markgraf Rudolf I. der Äbtissin Adelheid von Baden das benachbarte Dorf Geroldsau zum Lehen gab, begann die gemeinsame Geschichte der beiden Dörfer und ihre Entwicklung zur späteren Gemeinde Lichtental.
Äbtissin Adelheid trat für die Rechte ihrer Untertanen ein und schlichtete Streitigkeiten. Seit 1288 stand den Bewohnern das Mitbenutzungsrecht der Badener Gemarkung zu. die so das Holzhandwerk der Küblerei betrieben. Mit ihren Erzeugnissen führten sie einen schwunghaften Handel, denn durch ein besonderes, dem Kloster gewährtes, Privileg standen ihnen alle Märkte und Straßen der gesamten Markgrafschaft Baden offen. 1445 gab es eine Herberg zu Beyern. 1572 wurde der  Lichtentaler „Bären“ erstmals erwähnt. Auch das Löwenwirtshaus stand schon im 16. Jahrhundert. Beide Gasthäuser waren damals Erblehen des Klosters.
Neben der Holzarbeit betrieben die Bewohner Ackerbau und Viehzucht, soweit es die steilen Talhänge erlaubten. Man hielt Rinder, Schafe und Schweine. Auf dem Schafberg lagen die Gebäude der Kloster-Schäferei und es weideten dort 400 Schafe.
Die Sonnenseite des Schafbergs trug einst die Weinpflanzungen des Klosters. Aber auch mancher Bauer hatte auf seinem Lehnsgut einen Weinberg angelegt.
Das Bürgerhaus stand in Unterbeuern. Hier trugen sich im Bürgerbüchlein die Männer ein, um 25-jährig ihr Bürgerrecht zu erhalten.
Als 1803 die Talbewohner aus der Lehnsherrschaft der Äbtissin entlassen wurden, besaß Beuern etwa 180 Wohnhäuser. Was noch fehlte, war eine eigene Kirche. Bis 1809 gehörte Beuern noch zur Pfarrgemeinde Baden. Dann wurde es zur selbständigen Kirchengemeinde erklärt und erhielt einen Pfarrer. Die Gottesdienste fanden in der Klosterkirche statt, bis 1869 die katholische Pfarrkirche St. Bonifatius vollendet war. 1907 wurde auch die evangelische Lutherkirche errichtet.
Die Klosterfrauen übernahmen 1815 den Unterricht der Beuerner Mädchen und die so genannte Industrieschule, in der die Mädchen die notwendigen fraulichen Handarbeiten erlernten. Auf Wunsch der Großherzogin Luise wurde um 1900 im Kloster eine Art Schulküche hergerichtet und darin Koch- und Haushaltungsunterricht erteilt. Luise hatte 1859 den badischen Frauenverein mit initiiert, der sich für die Frauenbildung im ländlichen Raum engagierte. In Baden, später auch in anderen Ländern, gab es dafür unter anderem Wanderkochkurse. Diese fanden vor allem in den Wintermonaten statt, die Frauenvereine stellten Lehrerin und die (mobile) Küchenausrüstung. Die Wanderschulen verloren mit den zunehmenden vorhandenen festen Einrichtungen in Baden (wie in Lichtenthal) bereits vor dem Ersten Weltkrieg an Wichtigkeit, während sie in Bayern dann erst systematisch ausgebaut wurden.
Die oberen Bubenklassen erhielten stattdessen regelmäßig in einer Baumschule Unterricht in Zucht und Pflege der Obstbäume. Den sonstigen Unterricht erteilten ihnen Lehrer in den Schulräumen des im Jahre 1842 am heutigen Brahmsplatz erbauten Rathauses.
1863 entschlossen sich die Beuerner, ihre damals 2847 Einwohner zählende Gemeinde, deren Geschick jahrhundertelang mit der Abtei verknüpft gewesen war, fortan Lichtental zu nennen und 1909 wurden die Gemeinde und das Kloster in die Stadt Baden-Baden aufgenommen. Am 11. März 1943 wurde Lichtenthal von Bomben getroffen, wobei die St.-Bonifatius-Kirche schwer beschädigt wurde und vollständig ausbrannte, so dass der Gottesdienst in die Klosterkirche verlegt werden musste.
Clara Schumann und Johannes Brahms wohnten längere Zeit in Lichtental. Das Brahmshaus ist heute ein Museum und Sitz der Brahmsgesellschaft Baden-Baden.
Der 1975 begonnene Uranbergbau Müllenbach wurde 1986 aufgrund allgemeiner Proteste eingestellt.

## Persönlichkeiten
- Franziska Pixis (1816–1888), deutsche Sängerin
- Alfred Zimmermann (1889–1949), Abgeordneter in Rheinland-Pfalz
- Eugen Weiler (1900–1992), Pfarrer